# Roberto Cessi
Roberto Cessi (Rovigo, 20 agosto 1885 – Padova, 19 gennaio 1969) è stato uno storico e politico italiano, studioso di storia veneta.

## Biografia
Nato a Rovigo, era figlio del pittore Riccardo Cessi e di Clementina Moretti. Studiò presso l'Università di Padova, laureandosi in giurisprudenza. Si specializzò in una ricerca storiografica di carattere economico e giuridico. Attivo politicamente, scrisse su diversi giornali, tra cui l'Avanti! e il quotidiano padovano di stampo democratico La Libertà. Nel 1908 fu assunto all'Archivio di Stato di Venezia, dove rimase sino al 1920. Alla fine della prima guerra mondiale, fra il 1919 e il 1920 fu inviato in Austria, dove trattò la restituzione di una serie documenti che in seguito alla fine del dominio austriaco sul Veneto erano rimasti agli archivi austriaci.
Nel 1920 fu spostato a Bari come insegnante di storia; dal 1922 al 1927 ricoprì il medesimo incarico a Trieste e dal 1927 al 1955 fu professore di storia medievale e moderna presso l'Università di Padova.
Dopo la seconda guerra mondiale fu eletto deputato del PSI nella I legislatura: dal 1 giugno 1948 al 1951 presentò sei progetti di legge; collaborò attivamente con l'Enciclopedia Treccani, fu membro dell'Accademia dei Lincei e presidente della Deputazione veneta di storia patria. Studiò e pubblicò volumi dedicati soprattutto alla storia di Venezia e del Veneto, dal Medioevo al Risorgimento. Tra il 1944 e il 1946 pubblicò in due volumi una grande Storia della Repubblica di Venezia. Si dedicò anche ad altri temi: su sollecitazione di Delio Cantimori, nel 1954 pubblicò una biografia di Martin Lutero.
La sua biblioteca personale, costituita di circa 3000 volumi e 5000 opuscoli, è pervenuta in dono nel 1991 alla Biblioteca Universitaria di Padova.
Sin dal 1974 la Deputazione di Storia Patria per le Venezie bandisce il Premio Roberto Cessi, originariamente "dell'ammontare di un milione di lire, da conferirsi all'autore di uno o più studi riguardanti la storia delle Venezie", mentre oggi diviso in due sezioni, sempre relative alla storia veneta, di storia medievale e moderna e di storia contemporanea (post 1797).

## Opere

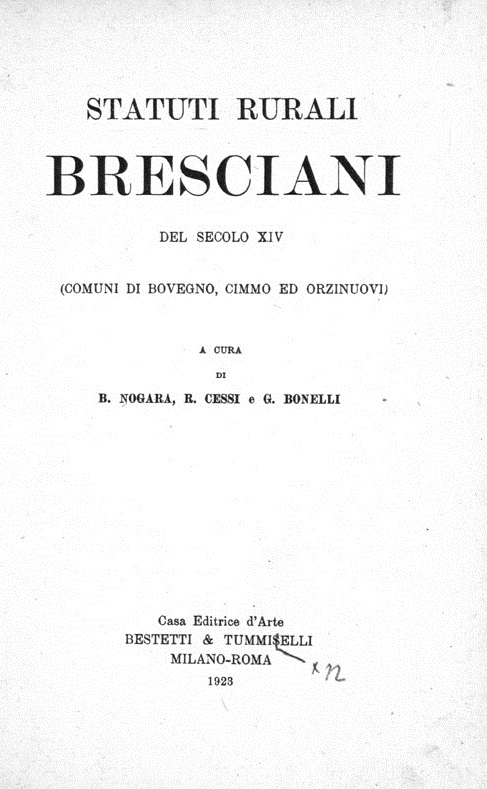
Statuti rurali bresciani del secolo XIV, 1923

- Un passo dubbio di Ennodio, Padova, Gallina, 1905
- Nuove ricerche intorno alla dizione "sedimen garbum" negli antichi documenti padovani, in Atti e memorie della R. Accademia di scienze, lettere ed arti in Padova, vol. 21, Padova, Tip. Giovanni Battista Randi, 1905,  pp. 277-286.
- Statuti rurali bresciani del secolo XIV, Milano-Roma, Bestetti e Tumminelli, 1923.
- Theodoricus inlitteratus, in: Miscellanea di studi critici in onore di V. Crescini, Cividale 1927, p. 211–236
- Dispacci degli ambasciatori veneziani alla corte di Roma presso Giulio II (25 giugno 1509 - 9 gennaio 1510), Venezia 1932
- Documenti relativi alla storia di Venezia anteriori al Mille, 2 vol., Padova 1940 e 1942 (ND Venezia 1991)
- La Repubblica di Venezia e il problema adriatico, Edizioni Scientifiche Italiane, Napoli 1953
- Martino Lutero, Torino, Einaudi, 1954
- Storia della Repubblica di Venezia [nuova edizione riveduta ed ampliata], Milano- Messina, Principato, 1968